# Scooter customshow
 (décembre 2012).
Si vous disposez d'ouvrages ou d'articles de référence ou si vous connaissez des sites web de qualité traitant du thème abordé ici, merci de compléter l'article en donnant les références utiles à sa vérifiabilité et en les liant à la section « Notes et références ».
Le Scooter Customshow est un rassemblement de tuneurs de scooters
Cet événement annuel, d'abord tenu au parc des expositions E-Werk à Sarrebruck, puis au parc des expositions principal de la ville, était organisé par les spécialistes du scooter Scooter Attack et Maxiscoot. Il permettait aux propriétaires de scooters personnalisés et tunés d'exposer leurs machines. Au fil des années, de nouvelles catégories de concours ont été créées, comme "Best of Show" ou "Best Ugly". L'événement, devenu le plus grand rassemblement de ce type en Europe, attirait des participants venus de toutes les régions d’Europe. 
En 2016, les sites de vente en ligne spécialisés dans les pièces pour scooters, motos 50cc, mobylettes, et bien plus, Maxiscoot et Scooter Attack, ont fusionné sous le nom de Streetbuzz Distribution GmbH. Ils publiaient régulièrement des reportages photos des événements sur leurs blogs et réseaux sociaux.
La dernière édition de cet événement s’est tenue au parc des expositions de Sarrebruck. Pour permettre aux passionnés de custom shows de continuer à participer à ce type de rassemblements, Maxiscoot organise désormais des sessions lors des événements de runs et de circuits, en partenariat avec l’association ScooterPower, notamment à Salbris.

## Prix
Le Scooter Customshow récompense les meilleurs projets dans plusieurs catégories :
- le plus beau scooter avec une esthétique de compétition,
- le plus beau dragster,
- le plus beau scooter homologué route,
- la plus belle personnalisation (carénage et peinture),
- le scooter le plus chromé ou doré,
- le scooter avec le plus de sons et lumière
- le scooter avec les meilleures finitions [1]

Le site officiel permet d'inscrire une machine au concours. Seules 120 machines pouvaient être inscrites, la propreté et les finitions sont les qualités essentielles pour ce genre de concours.